# Soyapango
Soyapango é uma cidade e um município de El Salvador localizado no departamento de San Salvador e na área metropolitana de San Salvador, a capital do país.
De acordo com o censo de 2007, o município de Soyapango possui 241 403 habitantes, 100% urbana, a segunda cidade e o terceiro município mais populosos do país.